# Município de Walnut (condado de Gallia, Ohio)
O município de Walnut (em inglês: Walnut Township) é um município localizado no condado de Gallia no estado estadounidense de Ohio. No ano de 2010 tinha uma população de 960 habitantes e uma densidade populacional de 9,03 pessoas por km².

## Geografia
O município de Walnut encontra-se localizado nas coordenadas 38° 43′ 14″ N, 82° 24′ 45″ O. Segundo a Departamento do Censo dos Estados Unidos, o município tem uma superfície total de 106.26 km², da qual 105,91 km² correspondem a terra firme e (0,33 %) 0,35 km² é água.

## Demografia
Segundo o censo de 2010, tinha 960 pessoas residindo no município de Walnut. A densidade populacional era de 9,03 hab./km². Dos 960 habitantes, o município de Walnut estava composto pelo 95,94 % brancos, o 0,52 % eram afroamericanos, o 1,35 % eram amerindios, o 0,42 % eram asiáticos, o 1,25 % eram de outras raças e o 0,52 % eram de uma mistura de raças. Do total da população o 1,46 % eram hispanos ou latinos de qualquer raça.